# ماهيكان
ماهيكان (بالإنجليزية: Mahicans)‏ (/məˈhiːkən/) أو موهيكان (بالإنجليزية: Mohicans)‏ (/moʊˈhiːkən/)، هي قبيلة من القبائل التي تتحدث لغة ألغنقوين الشرقية وهم من السكان الأصليون في الولايات المتحدة والمتاخمين «لشعب ديلاوير»، والتي استقرت في الأصل في الجزء العلوي من وادي نهر هدسون (حوالي ألباني، نيويورك) وغرب نيو انغلاند وتتركز على بيتسفيلد في ولاية ماساشوستس والمنخفضات التي تعرف في الوقت الحاضر بولاية فيرمونت. بعد عام 1680، وبسبب الصراعات مع الموهوك خلال حروب بيفر، وكثير منهم طردوا ورحلوا تحت الحراسة إلى الجنوب الشرقي عبر ما يعرف في الوقت الحاضر بحدودماساتشوستس الغربية وبيركشاير إلى مقاطعة بيركشاير حول ستوكبريدج، ماساتشوستس.

## الصراع مع الموهوك

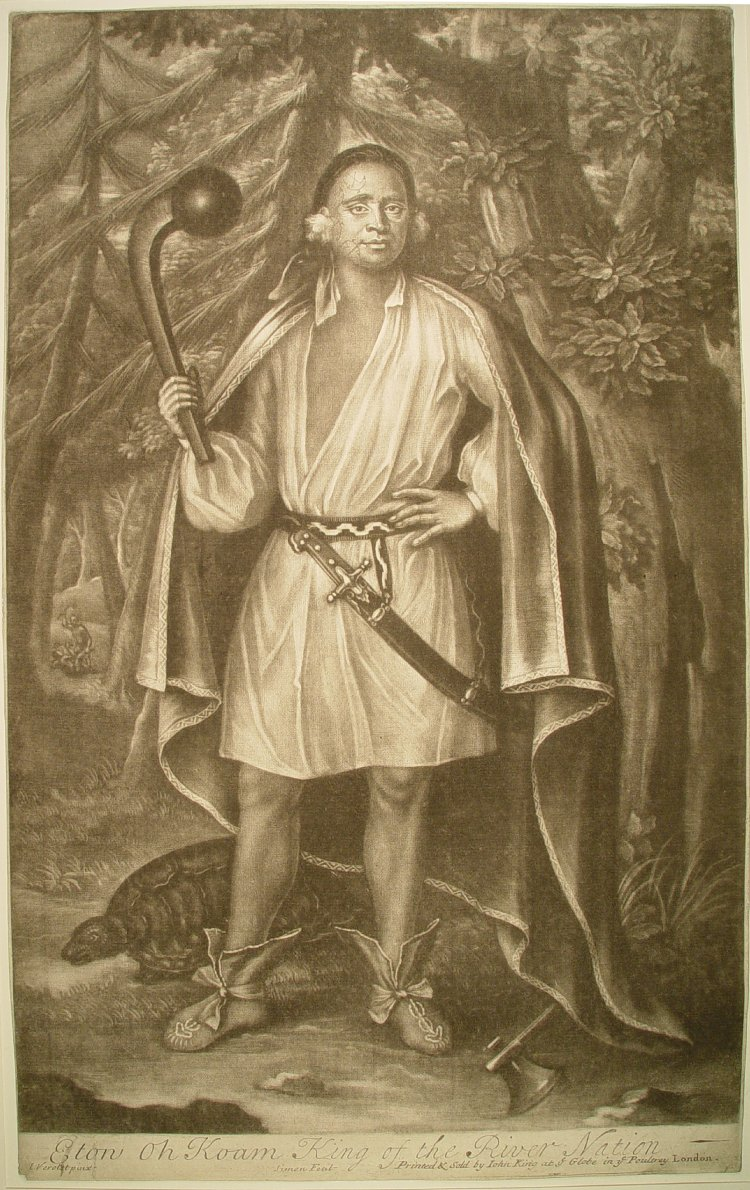
The Mahican chief Etow Oh Koam, referred to as one of the Four Mohawk Kings in a state visit to آن (ملكة بريطانيا العظمى) in 1710. By John Simon, c1750.

## التمثيل في وسائل الإعلام الأخرى
جيمس فينيمور كوبر تستند روايته، آخر سلالة الموهيكيين ، على قبيلة ماهيكان. والتي تضمنت وصف يحوي بعض الجوانب الثقافية لقبيلة «موهغن» (Mohegan)، وهي قبيلة أخرى من قبائل ألغنقوين (Algonquian) المختلفة والتي تعيش في شرق كونيتيكت. تدور أحداث رواية «كوبر» في وادي هدسون على أرض الماهيكان، ولكنه استخدم بعض الأسماء «موهغن» لشخصياته.
الرواية حولت إلى أعمال سينمائية يزيد عددها عن نصف دزينة، فكانت المرة الأولى في عام 1920. وفي عام 1992، قام المخرج مايكل مان بتحويل الراوية إلى فيلم آخر الموهيكان (فيلم 1992)، الذي لعب بطولته دانيال داي لويس.

## أعضاء بارزين
- برينت ميخائيل ديفيدز، composer/flautist
- أنتوني كيديس، singer (Red Hot Chili Peppers)
- بيل ميلر (مغني), musician
- John Wannuaucon Quinney, diplomat

Dakotah McCormick

## مطبوعات دور النشر
- Brasser, T. J. (1978). "Mahican", in B. G. Trigger (Ed.), Northeast (pp. 198–212). Handbook of North American Indian languages (Vol. 15). Washington, D.C.: Smithsonian Institution.
- Cappel, Constance, "The Smallpox Genocide of the Odawa Tribe at L'Arbre Croche, 1763", The History of a Native American People, Lewiston, NY: The Edwin Mellen Press, 2007.
- Conkey, Laura E.; Bolissevain, Ethel; & Goddard, Ives. (1978). "Indians of southern New England and Long Island: Late period", in B. G. Trigger (Ed.), Northeast (pp. 177–189). Handbook of North American Indian languages (Vol. 15). Washington, D.C.: Smithsonian Institution.
- Salwen, Bert. (1978). "Indians of southern New England and Long Island: Early period", in B. G. Trigger (Ed.), Northeast (pp. 160–176). Handbook of North American Indian languages (Vol. 15). Washington, D.C.: Smithsonian Institution.
- Simpson, J. A.; & Weiner, E. S. C. (1989). "Mohican", Oxford English Dictionary. Oxford: Clarendon Press. (Online version).
- Sturtevant, William C. (Ed.). (1978–present). Handbook of North American Indians (Vol. 1-20). Washington, D. C.: Smithsonian Institution.
- Trigger, Bruce G. (Ed.). (1978). Northeast, Handbook of North American Indians (Vol. 15). Washington, D. C.: Smithsonian Institution.
- William A. Starna: From Homeland to New Land: A History of the Mahican Indians, 1600-1830. University of Nebraska Press, 2013. ISBN 978-0803244955

## وصلات خارجية
- Stockbridge-Munsee community
- Mohican nation Stockbridge-Munsee band: Our history
- Mohican Indians